# Västra sjö
Västra sjö är en sjö i Hässleholms kommun i Skåne och ingår i Helge ås huvudavrinningsområde. Sjön är 2,5 meter djup, har en yta på 0,196 kvadratkilometer och befinner sig 70,2 meter över havet.

## Delavrinningsområde
Västra sjö ingår i det delavrinningsområde (623926-137583) som SMHI kallar för Förgrening. Medelhöjden är 86 meter över havet och ytan är 58,02 kvadratkilometer. Det finns inga avrinningsområden uppströms utan avrinningsområdet är högsta punkten. Farstorpsån som avvattnar avrinningsområdet har biflödesordning 3, vilket innebär att vattnet flödar genom totalt 3 vattendrag innan det når havet efter 87 kilometer. Avrinningsområdet består mestadels av skog (59 %) och jordbruk (23 %). Avrinningsområdet har 0,5 kvadratkilometer vattenytor vilket ger det en sjöprocent på 0,9 %.